# Anelaphus undulatum
Anelaphus undulatum är en skalbaggsart som först beskrevs av Bates 1880.  Anelaphus undulatum ingår i släktet Anelaphus och familjen långhorningar.
Artens utbredningsområde är:
- Costa Rica.
- Honduras.
- Nicaragua.

Inga underarter finns listade i Catalogue of Life.